# 크리스처니티 투데이
크리스채너티 투데이(Christianity Today)는 미국 일리노이주의 복음주의 잡지이다.

## 역사
1953년 유명한 전도자인 빌리 그레이엄 목사는 극단을 피하는 복음주의적 관점의 잡지를 창간하겠다는 목표로 잡지창간을 생각했는데, 3년 뒤인 1956년 《크리스채너티 투데이》로 생각을 실천했다.초기 편집장은 F.H.헨리였으며, 성공회의 존 스토트, 제임스 패커 신부도 창간에 참여했다. 현재 크리스채너티 투데이는 《크리스채너티 투데이》 뿐만 아니라 《Man of Intergrity》, 여성지 《Today's Christian Woman》, 문화/서평 전문매거진 《Books & Culture》, 기독교 역사 교양지 《Christian History & Biography》 등 15종의 잡지를 발행하고 있다.

## 편집노선 논쟁
창간인 빌리 그래이엄은 "(극단을 지양하는)중도 복음주의 노선, 보수적인 신학, 사회문제에 대한 자유주의적인 목소리를 목표로 한다"는 편집노선을 생각했다. 하지만, 베트남전쟁 당시 매우 보수주의적인 입장을 보여서 전쟁에 반대하는 지식인들의 반발을 샀는데, 이들 중에는 신학생 출신 짐 윌리스(Jim Wallis)가 있다. 그는 크리스채너티 투데이의 편집노선에 반발,〈포스트 아메리칸〉(Post American)을 등사판 잡지로 발행했는데, 현재 Sojourners로 불리는 그의 잡지는 진보적이고 개방적인 기독교 잡지로 평가받고 있다. 포스트아메리칸 필자중에는 로마 가톨릭 사제인 헨리 나우웬 신부도 있었다.

## 국제판
현재 크리스채너티는 북미외에도 브라질에서도 해외판을 창간했는데, 대한민국에서도 한국어판이 창간되었다.